# Тосканська ліра
Тосканська ліра (італ. Lira toscana) була грошовою одиницею Великого герцогства Тосканського до 1801 і в 1814—1826, а також Етрурського королівства в 1801—1807. Вона ділилася на 20 сольдо, 1 сольдо ділився на 3 кватрино або 12 денаро . Також існували паоло, що дорівнює 40 кватрино, і франческоне, що дорівнює 10 паоло.
У 1826 замінена на Тосканський флорин, що складається з 100 кватрино. Обмін відбувався за курсом 1⅔ ліри = 1 флорин.

## Монети
Наприкінці XVIII століття в обігу були мідні монети номіналом 1 кватрино, 2 кватрино і 1 сольдо, біллонові монети номіналом 10 кватрино і срібні монети номіналом ½ паоло, 1 паоло, 2 паоло, 5 паоло.
На початку XIX століття в обіг були введені мідні монети номіналом в ½ сольдо і 2 сольдо, а також срібні монети номіналом в 1 ліру і 10 лір.